# Karneol
Karneol, også stavet carneol og corneol, er en rød eller rødlig, mikrokrystallinsk variant af kvarts. Finkornet kvarts benævnes under et som chalcedon. Der er usikkerhed om oprindelsen til navnet. Der har været gættet på kornelkirsebær og på kød (caro). Stenen dannes som drypsten eller udfylder huller i klippe, udskilt af varmt vand med opløst kisel. Den røde farve skyldes jern. Farven kan variere gennem stenen og danne tydelige striber. Mørkt rødlige varieteter benævnes til tider sarder.
Stenen slibes især til små figurer, gemmer, perler og signetsten.
Stenen har været anset for at være blodstillende og desuden for at yde beskyttelse mod stik fra skorpioner.